# Mate de Philidor
Em xadrez Mate de Philidor ou Mate Sufocado é uma expressão usada para denominar uma posição onde o rei de um dos lados leva mate de um Cavalo por estar preso por suas próprias peças. Costuma envolver um sacrifício, em geral de Dama.

## Exemplo
|   | a | b | c | d | e | f | g | h |   |
| 8 | f8 preto torre · h8 preto rei · g7 preto peão · h7 preto peão · d5 branco rainha · g5 branco cavalo · b3 branco peão · b2 preto rainha · f2 branco peão · g2 branco peão · h2 branco peão · g1 branco rei | f8 preto torre · h8 preto rei · g7 preto peão · h7 preto peão · d5 branco rainha · g5 branco cavalo · b3 branco peão · b2 preto rainha · f2 branco peão · g2 branco peão · h2 branco peão · g1 branco rei | f8 preto torre · h8 preto rei · g7 preto peão · h7 preto peão · d5 branco rainha · g5 branco cavalo · b3 branco peão · b2 preto rainha · f2 branco peão · g2 branco peão · h2 branco peão · g1 branco rei | f8 preto torre · h8 preto rei · g7 preto peão · h7 preto peão · d5 branco rainha · g5 branco cavalo · b3 branco peão · b2 preto rainha · f2 branco peão · g2 branco peão · h2 branco peão · g1 branco rei | f8 preto torre · h8 preto rei · g7 preto peão · h7 preto peão · d5 branco rainha · g5 branco cavalo · b3 branco peão · b2 preto rainha · f2 branco peão · g2 branco peão · h2 branco peão · g1 branco rei | f8 preto torre · h8 preto rei · g7 preto peão · h7 preto peão · d5 branco rainha · g5 branco cavalo · b3 branco peão · b2 preto rainha · f2 branco peão · g2 branco peão · h2 branco peão · g1 branco rei | f8 preto torre · h8 preto rei · g7 preto peão · h7 preto peão · d5 branco rainha · g5 branco cavalo · b3 branco peão · b2 preto rainha · f2 branco peão · g2 branco peão · h2 branco peão · g1 branco rei | f8 preto torre · h8 preto rei · g7 preto peão · h7 preto peão · d5 branco rainha · g5 branco cavalo · b3 branco peão · b2 preto rainha · f2 branco peão · g2 branco peão · h2 branco peão · g1 branco rei | 8 |
| 7 | f8 preto torre · h8 preto rei · g7 preto peão · h7 preto peão · d5 branco rainha · g5 branco cavalo · b3 branco peão · b2 preto rainha · f2 branco peão · g2 branco peão · h2 branco peão · g1 branco rei | f8 preto torre · h8 preto rei · g7 preto peão · h7 preto peão · d5 branco rainha · g5 branco cavalo · b3 branco peão · b2 preto rainha · f2 branco peão · g2 branco peão · h2 branco peão · g1 branco rei | f8 preto torre · h8 preto rei · g7 preto peão · h7 preto peão · d5 branco rainha · g5 branco cavalo · b3 branco peão · b2 preto rainha · f2 branco peão · g2 branco peão · h2 branco peão · g1 branco rei | f8 preto torre · h8 preto rei · g7 preto peão · h7 preto peão · d5 branco rainha · g5 branco cavalo · b3 branco peão · b2 preto rainha · f2 branco peão · g2 branco peão · h2 branco peão · g1 branco rei | f8 preto torre · h8 preto rei · g7 preto peão · h7 preto peão · d5 branco rainha · g5 branco cavalo · b3 branco peão · b2 preto rainha · f2 branco peão · g2 branco peão · h2 branco peão · g1 branco rei | f8 preto torre · h8 preto rei · g7 preto peão · h7 preto peão · d5 branco rainha · g5 branco cavalo · b3 branco peão · b2 preto rainha · f2 branco peão · g2 branco peão · h2 branco peão · g1 branco rei | f8 preto torre · h8 preto rei · g7 preto peão · h7 preto peão · d5 branco rainha · g5 branco cavalo · b3 branco peão · b2 preto rainha · f2 branco peão · g2 branco peão · h2 branco peão · g1 branco rei | f8 preto torre · h8 preto rei · g7 preto peão · h7 preto peão · d5 branco rainha · g5 branco cavalo · b3 branco peão · b2 preto rainha · f2 branco peão · g2 branco peão · h2 branco peão · g1 branco rei | 7 |
| 6 | f8 preto torre · h8 preto rei · g7 preto peão · h7 preto peão · d5 branco rainha · g5 branco cavalo · b3 branco peão · b2 preto rainha · f2 branco peão · g2 branco peão · h2 branco peão · g1 branco rei | f8 preto torre · h8 preto rei · g7 preto peão · h7 preto peão · d5 branco rainha · g5 branco cavalo · b3 branco peão · b2 preto rainha · f2 branco peão · g2 branco peão · h2 branco peão · g1 branco rei | f8 preto torre · h8 preto rei · g7 preto peão · h7 preto peão · d5 branco rainha · g5 branco cavalo · b3 branco peão · b2 preto rainha · f2 branco peão · g2 branco peão · h2 branco peão · g1 branco rei | f8 preto torre · h8 preto rei · g7 preto peão · h7 preto peão · d5 branco rainha · g5 branco cavalo · b3 branco peão · b2 preto rainha · f2 branco peão · g2 branco peão · h2 branco peão · g1 branco rei | f8 preto torre · h8 preto rei · g7 preto peão · h7 preto peão · d5 branco rainha · g5 branco cavalo · b3 branco peão · b2 preto rainha · f2 branco peão · g2 branco peão · h2 branco peão · g1 branco rei | f8 preto torre · h8 preto rei · g7 preto peão · h7 preto peão · d5 branco rainha · g5 branco cavalo · b3 branco peão · b2 preto rainha · f2 branco peão · g2 branco peão · h2 branco peão · g1 branco rei | f8 preto torre · h8 preto rei · g7 preto peão · h7 preto peão · d5 branco rainha · g5 branco cavalo · b3 branco peão · b2 preto rainha · f2 branco peão · g2 branco peão · h2 branco peão · g1 branco rei | f8 preto torre · h8 preto rei · g7 preto peão · h7 preto peão · d5 branco rainha · g5 branco cavalo · b3 branco peão · b2 preto rainha · f2 branco peão · g2 branco peão · h2 branco peão · g1 branco rei | 6 |
| 5 | f8 preto torre · h8 preto rei · g7 preto peão · h7 preto peão · d5 branco rainha · g5 branco cavalo · b3 branco peão · b2 preto rainha · f2 branco peão · g2 branco peão · h2 branco peão · g1 branco rei | f8 preto torre · h8 preto rei · g7 preto peão · h7 preto peão · d5 branco rainha · g5 branco cavalo · b3 branco peão · b2 preto rainha · f2 branco peão · g2 branco peão · h2 branco peão · g1 branco rei | f8 preto torre · h8 preto rei · g7 preto peão · h7 preto peão · d5 branco rainha · g5 branco cavalo · b3 branco peão · b2 preto rainha · f2 branco peão · g2 branco peão · h2 branco peão · g1 branco rei | f8 preto torre · h8 preto rei · g7 preto peão · h7 preto peão · d5 branco rainha · g5 branco cavalo · b3 branco peão · b2 preto rainha · f2 branco peão · g2 branco peão · h2 branco peão · g1 branco rei | f8 preto torre · h8 preto rei · g7 preto peão · h7 preto peão · d5 branco rainha · g5 branco cavalo · b3 branco peão · b2 preto rainha · f2 branco peão · g2 branco peão · h2 branco peão · g1 branco rei | f8 preto torre · h8 preto rei · g7 preto peão · h7 preto peão · d5 branco rainha · g5 branco cavalo · b3 branco peão · b2 preto rainha · f2 branco peão · g2 branco peão · h2 branco peão · g1 branco rei | f8 preto torre · h8 preto rei · g7 preto peão · h7 preto peão · d5 branco rainha · g5 branco cavalo · b3 branco peão · b2 preto rainha · f2 branco peão · g2 branco peão · h2 branco peão · g1 branco rei | f8 preto torre · h8 preto rei · g7 preto peão · h7 preto peão · d5 branco rainha · g5 branco cavalo · b3 branco peão · b2 preto rainha · f2 branco peão · g2 branco peão · h2 branco peão · g1 branco rei | 5 |
| 4 | f8 preto torre · h8 preto rei · g7 preto peão · h7 preto peão · d5 branco rainha · g5 branco cavalo · b3 branco peão · b2 preto rainha · f2 branco peão · g2 branco peão · h2 branco peão · g1 branco rei | f8 preto torre · h8 preto rei · g7 preto peão · h7 preto peão · d5 branco rainha · g5 branco cavalo · b3 branco peão · b2 preto rainha · f2 branco peão · g2 branco peão · h2 branco peão · g1 branco rei | f8 preto torre · h8 preto rei · g7 preto peão · h7 preto peão · d5 branco rainha · g5 branco cavalo · b3 branco peão · b2 preto rainha · f2 branco peão · g2 branco peão · h2 branco peão · g1 branco rei | f8 preto torre · h8 preto rei · g7 preto peão · h7 preto peão · d5 branco rainha · g5 branco cavalo · b3 branco peão · b2 preto rainha · f2 branco peão · g2 branco peão · h2 branco peão · g1 branco rei | f8 preto torre · h8 preto rei · g7 preto peão · h7 preto peão · d5 branco rainha · g5 branco cavalo · b3 branco peão · b2 preto rainha · f2 branco peão · g2 branco peão · h2 branco peão · g1 branco rei | f8 preto torre · h8 preto rei · g7 preto peão · h7 preto peão · d5 branco rainha · g5 branco cavalo · b3 branco peão · b2 preto rainha · f2 branco peão · g2 branco peão · h2 branco peão · g1 branco rei | f8 preto torre · h8 preto rei · g7 preto peão · h7 preto peão · d5 branco rainha · g5 branco cavalo · b3 branco peão · b2 preto rainha · f2 branco peão · g2 branco peão · h2 branco peão · g1 branco rei | f8 preto torre · h8 preto rei · g7 preto peão · h7 preto peão · d5 branco rainha · g5 branco cavalo · b3 branco peão · b2 preto rainha · f2 branco peão · g2 branco peão · h2 branco peão · g1 branco rei | 4 |
| 3 | f8 preto torre · h8 preto rei · g7 preto peão · h7 preto peão · d5 branco rainha · g5 branco cavalo · b3 branco peão · b2 preto rainha · f2 branco peão · g2 branco peão · h2 branco peão · g1 branco rei | f8 preto torre · h8 preto rei · g7 preto peão · h7 preto peão · d5 branco rainha · g5 branco cavalo · b3 branco peão · b2 preto rainha · f2 branco peão · g2 branco peão · h2 branco peão · g1 branco rei | f8 preto torre · h8 preto rei · g7 preto peão · h7 preto peão · d5 branco rainha · g5 branco cavalo · b3 branco peão · b2 preto rainha · f2 branco peão · g2 branco peão · h2 branco peão · g1 branco rei | f8 preto torre · h8 preto rei · g7 preto peão · h7 preto peão · d5 branco rainha · g5 branco cavalo · b3 branco peão · b2 preto rainha · f2 branco peão · g2 branco peão · h2 branco peão · g1 branco rei | f8 preto torre · h8 preto rei · g7 preto peão · h7 preto peão · d5 branco rainha · g5 branco cavalo · b3 branco peão · b2 preto rainha · f2 branco peão · g2 branco peão · h2 branco peão · g1 branco rei | f8 preto torre · h8 preto rei · g7 preto peão · h7 preto peão · d5 branco rainha · g5 branco cavalo · b3 branco peão · b2 preto rainha · f2 branco peão · g2 branco peão · h2 branco peão · g1 branco rei | f8 preto torre · h8 preto rei · g7 preto peão · h7 preto peão · d5 branco rainha · g5 branco cavalo · b3 branco peão · b2 preto rainha · f2 branco peão · g2 branco peão · h2 branco peão · g1 branco rei | f8 preto torre · h8 preto rei · g7 preto peão · h7 preto peão · d5 branco rainha · g5 branco cavalo · b3 branco peão · b2 preto rainha · f2 branco peão · g2 branco peão · h2 branco peão · g1 branco rei | 3 |
| 2 | f8 preto torre · h8 preto rei · g7 preto peão · h7 preto peão · d5 branco rainha · g5 branco cavalo · b3 branco peão · b2 preto rainha · f2 branco peão · g2 branco peão · h2 branco peão · g1 branco rei | f8 preto torre · h8 preto rei · g7 preto peão · h7 preto peão · d5 branco rainha · g5 branco cavalo · b3 branco peão · b2 preto rainha · f2 branco peão · g2 branco peão · h2 branco peão · g1 branco rei | f8 preto torre · h8 preto rei · g7 preto peão · h7 preto peão · d5 branco rainha · g5 branco cavalo · b3 branco peão · b2 preto rainha · f2 branco peão · g2 branco peão · h2 branco peão · g1 branco rei | f8 preto torre · h8 preto rei · g7 preto peão · h7 preto peão · d5 branco rainha · g5 branco cavalo · b3 branco peão · b2 preto rainha · f2 branco peão · g2 branco peão · h2 branco peão · g1 branco rei | f8 preto torre · h8 preto rei · g7 preto peão · h7 preto peão · d5 branco rainha · g5 branco cavalo · b3 branco peão · b2 preto rainha · f2 branco peão · g2 branco peão · h2 branco peão · g1 branco rei | f8 preto torre · h8 preto rei · g7 preto peão · h7 preto peão · d5 branco rainha · g5 branco cavalo · b3 branco peão · b2 preto rainha · f2 branco peão · g2 branco peão · h2 branco peão · g1 branco rei | f8 preto torre · h8 preto rei · g7 preto peão · h7 preto peão · d5 branco rainha · g5 branco cavalo · b3 branco peão · b2 preto rainha · f2 branco peão · g2 branco peão · h2 branco peão · g1 branco rei | f8 preto torre · h8 preto rei · g7 preto peão · h7 preto peão · d5 branco rainha · g5 branco cavalo · b3 branco peão · b2 preto rainha · f2 branco peão · g2 branco peão · h2 branco peão · g1 branco rei | 2 |
| 1 | f8 preto torre · h8 preto rei · g7 preto peão · h7 preto peão · d5 branco rainha · g5 branco cavalo · b3 branco peão · b2 preto rainha · f2 branco peão · g2 branco peão · h2 branco peão · g1 branco rei | f8 preto torre · h8 preto rei · g7 preto peão · h7 preto peão · d5 branco rainha · g5 branco cavalo · b3 branco peão · b2 preto rainha · f2 branco peão · g2 branco peão · h2 branco peão · g1 branco rei | f8 preto torre · h8 preto rei · g7 preto peão · h7 preto peão · d5 branco rainha · g5 branco cavalo · b3 branco peão · b2 preto rainha · f2 branco peão · g2 branco peão · h2 branco peão · g1 branco rei | f8 preto torre · h8 preto rei · g7 preto peão · h7 preto peão · d5 branco rainha · g5 branco cavalo · b3 branco peão · b2 preto rainha · f2 branco peão · g2 branco peão · h2 branco peão · g1 branco rei | f8 preto torre · h8 preto rei · g7 preto peão · h7 preto peão · d5 branco rainha · g5 branco cavalo · b3 branco peão · b2 preto rainha · f2 branco peão · g2 branco peão · h2 branco peão · g1 branco rei | f8 preto torre · h8 preto rei · g7 preto peão · h7 preto peão · d5 branco rainha · g5 branco cavalo · b3 branco peão · b2 preto rainha · f2 branco peão · g2 branco peão · h2 branco peão · g1 branco rei | f8 preto torre · h8 preto rei · g7 preto peão · h7 preto peão · d5 branco rainha · g5 branco cavalo · b3 branco peão · b2 preto rainha · f2 branco peão · g2 branco peão · h2 branco peão · g1 branco rei | f8 preto torre · h8 preto rei · g7 preto peão · h7 preto peão · d5 branco rainha · g5 branco cavalo · b3 branco peão · b2 preto rainha · f2 branco peão · g2 branco peão · h2 branco peão · g1 branco rei | 1 |
|   | a | b | c | d | e | f | g | h |   |

A resposta do problema é bem simples:
1. Cf7+  Rg8 (Txf7 levaria a mate em duas jogadas)
|   | a | b | c | d | e | f | g | h |   |
| 8 | f8 preto torre · g8 preto rei · f7 branco cavalo · g7 preto peão · h7 preto peão · d5 branco rainha · b3 branco peão · b2 preto rainha · f2 branco peão · g2 branco peão · h2 branco peão · g1 branco rei | f8 preto torre · g8 preto rei · f7 branco cavalo · g7 preto peão · h7 preto peão · d5 branco rainha · b3 branco peão · b2 preto rainha · f2 branco peão · g2 branco peão · h2 branco peão · g1 branco rei | f8 preto torre · g8 preto rei · f7 branco cavalo · g7 preto peão · h7 preto peão · d5 branco rainha · b3 branco peão · b2 preto rainha · f2 branco peão · g2 branco peão · h2 branco peão · g1 branco rei | f8 preto torre · g8 preto rei · f7 branco cavalo · g7 preto peão · h7 preto peão · d5 branco rainha · b3 branco peão · b2 preto rainha · f2 branco peão · g2 branco peão · h2 branco peão · g1 branco rei | f8 preto torre · g8 preto rei · f7 branco cavalo · g7 preto peão · h7 preto peão · d5 branco rainha · b3 branco peão · b2 preto rainha · f2 branco peão · g2 branco peão · h2 branco peão · g1 branco rei | f8 preto torre · g8 preto rei · f7 branco cavalo · g7 preto peão · h7 preto peão · d5 branco rainha · b3 branco peão · b2 preto rainha · f2 branco peão · g2 branco peão · h2 branco peão · g1 branco rei | f8 preto torre · g8 preto rei · f7 branco cavalo · g7 preto peão · h7 preto peão · d5 branco rainha · b3 branco peão · b2 preto rainha · f2 branco peão · g2 branco peão · h2 branco peão · g1 branco rei | f8 preto torre · g8 preto rei · f7 branco cavalo · g7 preto peão · h7 preto peão · d5 branco rainha · b3 branco peão · b2 preto rainha · f2 branco peão · g2 branco peão · h2 branco peão · g1 branco rei | 8 |
| 7 | f8 preto torre · g8 preto rei · f7 branco cavalo · g7 preto peão · h7 preto peão · d5 branco rainha · b3 branco peão · b2 preto rainha · f2 branco peão · g2 branco peão · h2 branco peão · g1 branco rei | f8 preto torre · g8 preto rei · f7 branco cavalo · g7 preto peão · h7 preto peão · d5 branco rainha · b3 branco peão · b2 preto rainha · f2 branco peão · g2 branco peão · h2 branco peão · g1 branco rei | f8 preto torre · g8 preto rei · f7 branco cavalo · g7 preto peão · h7 preto peão · d5 branco rainha · b3 branco peão · b2 preto rainha · f2 branco peão · g2 branco peão · h2 branco peão · g1 branco rei | f8 preto torre · g8 preto rei · f7 branco cavalo · g7 preto peão · h7 preto peão · d5 branco rainha · b3 branco peão · b2 preto rainha · f2 branco peão · g2 branco peão · h2 branco peão · g1 branco rei | f8 preto torre · g8 preto rei · f7 branco cavalo · g7 preto peão · h7 preto peão · d5 branco rainha · b3 branco peão · b2 preto rainha · f2 branco peão · g2 branco peão · h2 branco peão · g1 branco rei | f8 preto torre · g8 preto rei · f7 branco cavalo · g7 preto peão · h7 preto peão · d5 branco rainha · b3 branco peão · b2 preto rainha · f2 branco peão · g2 branco peão · h2 branco peão · g1 branco rei | f8 preto torre · g8 preto rei · f7 branco cavalo · g7 preto peão · h7 preto peão · d5 branco rainha · b3 branco peão · b2 preto rainha · f2 branco peão · g2 branco peão · h2 branco peão · g1 branco rei | f8 preto torre · g8 preto rei · f7 branco cavalo · g7 preto peão · h7 preto peão · d5 branco rainha · b3 branco peão · b2 preto rainha · f2 branco peão · g2 branco peão · h2 branco peão · g1 branco rei | 7 |
| 6 | f8 preto torre · g8 preto rei · f7 branco cavalo · g7 preto peão · h7 preto peão · d5 branco rainha · b3 branco peão · b2 preto rainha · f2 branco peão · g2 branco peão · h2 branco peão · g1 branco rei | f8 preto torre · g8 preto rei · f7 branco cavalo · g7 preto peão · h7 preto peão · d5 branco rainha · b3 branco peão · b2 preto rainha · f2 branco peão · g2 branco peão · h2 branco peão · g1 branco rei | f8 preto torre · g8 preto rei · f7 branco cavalo · g7 preto peão · h7 preto peão · d5 branco rainha · b3 branco peão · b2 preto rainha · f2 branco peão · g2 branco peão · h2 branco peão · g1 branco rei | f8 preto torre · g8 preto rei · f7 branco cavalo · g7 preto peão · h7 preto peão · d5 branco rainha · b3 branco peão · b2 preto rainha · f2 branco peão · g2 branco peão · h2 branco peão · g1 branco rei | f8 preto torre · g8 preto rei · f7 branco cavalo · g7 preto peão · h7 preto peão · d5 branco rainha · b3 branco peão · b2 preto rainha · f2 branco peão · g2 branco peão · h2 branco peão · g1 branco rei | f8 preto torre · g8 preto rei · f7 branco cavalo · g7 preto peão · h7 preto peão · d5 branco rainha · b3 branco peão · b2 preto rainha · f2 branco peão · g2 branco peão · h2 branco peão · g1 branco rei | f8 preto torre · g8 preto rei · f7 branco cavalo · g7 preto peão · h7 preto peão · d5 branco rainha · b3 branco peão · b2 preto rainha · f2 branco peão · g2 branco peão · h2 branco peão · g1 branco rei | f8 preto torre · g8 preto rei · f7 branco cavalo · g7 preto peão · h7 preto peão · d5 branco rainha · b3 branco peão · b2 preto rainha · f2 branco peão · g2 branco peão · h2 branco peão · g1 branco rei | 6 |
| 5 | f8 preto torre · g8 preto rei · f7 branco cavalo · g7 preto peão · h7 preto peão · d5 branco rainha · b3 branco peão · b2 preto rainha · f2 branco peão · g2 branco peão · h2 branco peão · g1 branco rei | f8 preto torre · g8 preto rei · f7 branco cavalo · g7 preto peão · h7 preto peão · d5 branco rainha · b3 branco peão · b2 preto rainha · f2 branco peão · g2 branco peão · h2 branco peão · g1 branco rei | f8 preto torre · g8 preto rei · f7 branco cavalo · g7 preto peão · h7 preto peão · d5 branco rainha · b3 branco peão · b2 preto rainha · f2 branco peão · g2 branco peão · h2 branco peão · g1 branco rei | f8 preto torre · g8 preto rei · f7 branco cavalo · g7 preto peão · h7 preto peão · d5 branco rainha · b3 branco peão · b2 preto rainha · f2 branco peão · g2 branco peão · h2 branco peão · g1 branco rei | f8 preto torre · g8 preto rei · f7 branco cavalo · g7 preto peão · h7 preto peão · d5 branco rainha · b3 branco peão · b2 preto rainha · f2 branco peão · g2 branco peão · h2 branco peão · g1 branco rei | f8 preto torre · g8 preto rei · f7 branco cavalo · g7 preto peão · h7 preto peão · d5 branco rainha · b3 branco peão · b2 preto rainha · f2 branco peão · g2 branco peão · h2 branco peão · g1 branco rei | f8 preto torre · g8 preto rei · f7 branco cavalo · g7 preto peão · h7 preto peão · d5 branco rainha · b3 branco peão · b2 preto rainha · f2 branco peão · g2 branco peão · h2 branco peão · g1 branco rei | f8 preto torre · g8 preto rei · f7 branco cavalo · g7 preto peão · h7 preto peão · d5 branco rainha · b3 branco peão · b2 preto rainha · f2 branco peão · g2 branco peão · h2 branco peão · g1 branco rei | 5 |
| 4 | f8 preto torre · g8 preto rei · f7 branco cavalo · g7 preto peão · h7 preto peão · d5 branco rainha · b3 branco peão · b2 preto rainha · f2 branco peão · g2 branco peão · h2 branco peão · g1 branco rei | f8 preto torre · g8 preto rei · f7 branco cavalo · g7 preto peão · h7 preto peão · d5 branco rainha · b3 branco peão · b2 preto rainha · f2 branco peão · g2 branco peão · h2 branco peão · g1 branco rei | f8 preto torre · g8 preto rei · f7 branco cavalo · g7 preto peão · h7 preto peão · d5 branco rainha · b3 branco peão · b2 preto rainha · f2 branco peão · g2 branco peão · h2 branco peão · g1 branco rei | f8 preto torre · g8 preto rei · f7 branco cavalo · g7 preto peão · h7 preto peão · d5 branco rainha · b3 branco peão · b2 preto rainha · f2 branco peão · g2 branco peão · h2 branco peão · g1 branco rei | f8 preto torre · g8 preto rei · f7 branco cavalo · g7 preto peão · h7 preto peão · d5 branco rainha · b3 branco peão · b2 preto rainha · f2 branco peão · g2 branco peão · h2 branco peão · g1 branco rei | f8 preto torre · g8 preto rei · f7 branco cavalo · g7 preto peão · h7 preto peão · d5 branco rainha · b3 branco peão · b2 preto rainha · f2 branco peão · g2 branco peão · h2 branco peão · g1 branco rei | f8 preto torre · g8 preto rei · f7 branco cavalo · g7 preto peão · h7 preto peão · d5 branco rainha · b3 branco peão · b2 preto rainha · f2 branco peão · g2 branco peão · h2 branco peão · g1 branco rei | f8 preto torre · g8 preto rei · f7 branco cavalo · g7 preto peão · h7 preto peão · d5 branco rainha · b3 branco peão · b2 preto rainha · f2 branco peão · g2 branco peão · h2 branco peão · g1 branco rei | 4 |
| 3 | f8 preto torre · g8 preto rei · f7 branco cavalo · g7 preto peão · h7 preto peão · d5 branco rainha · b3 branco peão · b2 preto rainha · f2 branco peão · g2 branco peão · h2 branco peão · g1 branco rei | f8 preto torre · g8 preto rei · f7 branco cavalo · g7 preto peão · h7 preto peão · d5 branco rainha · b3 branco peão · b2 preto rainha · f2 branco peão · g2 branco peão · h2 branco peão · g1 branco rei | f8 preto torre · g8 preto rei · f7 branco cavalo · g7 preto peão · h7 preto peão · d5 branco rainha · b3 branco peão · b2 preto rainha · f2 branco peão · g2 branco peão · h2 branco peão · g1 branco rei | f8 preto torre · g8 preto rei · f7 branco cavalo · g7 preto peão · h7 preto peão · d5 branco rainha · b3 branco peão · b2 preto rainha · f2 branco peão · g2 branco peão · h2 branco peão · g1 branco rei | f8 preto torre · g8 preto rei · f7 branco cavalo · g7 preto peão · h7 preto peão · d5 branco rainha · b3 branco peão · b2 preto rainha · f2 branco peão · g2 branco peão · h2 branco peão · g1 branco rei | f8 preto torre · g8 preto rei · f7 branco cavalo · g7 preto peão · h7 preto peão · d5 branco rainha · b3 branco peão · b2 preto rainha · f2 branco peão · g2 branco peão · h2 branco peão · g1 branco rei | f8 preto torre · g8 preto rei · f7 branco cavalo · g7 preto peão · h7 preto peão · d5 branco rainha · b3 branco peão · b2 preto rainha · f2 branco peão · g2 branco peão · h2 branco peão · g1 branco rei | f8 preto torre · g8 preto rei · f7 branco cavalo · g7 preto peão · h7 preto peão · d5 branco rainha · b3 branco peão · b2 preto rainha · f2 branco peão · g2 branco peão · h2 branco peão · g1 branco rei | 3 |
| 2 | f8 preto torre · g8 preto rei · f7 branco cavalo · g7 preto peão · h7 preto peão · d5 branco rainha · b3 branco peão · b2 preto rainha · f2 branco peão · g2 branco peão · h2 branco peão · g1 branco rei | f8 preto torre · g8 preto rei · f7 branco cavalo · g7 preto peão · h7 preto peão · d5 branco rainha · b3 branco peão · b2 preto rainha · f2 branco peão · g2 branco peão · h2 branco peão · g1 branco rei | f8 preto torre · g8 preto rei · f7 branco cavalo · g7 preto peão · h7 preto peão · d5 branco rainha · b3 branco peão · b2 preto rainha · f2 branco peão · g2 branco peão · h2 branco peão · g1 branco rei | f8 preto torre · g8 preto rei · f7 branco cavalo · g7 preto peão · h7 preto peão · d5 branco rainha · b3 branco peão · b2 preto rainha · f2 branco peão · g2 branco peão · h2 branco peão · g1 branco rei | f8 preto torre · g8 preto rei · f7 branco cavalo · g7 preto peão · h7 preto peão · d5 branco rainha · b3 branco peão · b2 preto rainha · f2 branco peão · g2 branco peão · h2 branco peão · g1 branco rei | f8 preto torre · g8 preto rei · f7 branco cavalo · g7 preto peão · h7 preto peão · d5 branco rainha · b3 branco peão · b2 preto rainha · f2 branco peão · g2 branco peão · h2 branco peão · g1 branco rei | f8 preto torre · g8 preto rei · f7 branco cavalo · g7 preto peão · h7 preto peão · d5 branco rainha · b3 branco peão · b2 preto rainha · f2 branco peão · g2 branco peão · h2 branco peão · g1 branco rei | f8 preto torre · g8 preto rei · f7 branco cavalo · g7 preto peão · h7 preto peão · d5 branco rainha · b3 branco peão · b2 preto rainha · f2 branco peão · g2 branco peão · h2 branco peão · g1 branco rei | 2 |
| 1 | f8 preto torre · g8 preto rei · f7 branco cavalo · g7 preto peão · h7 preto peão · d5 branco rainha · b3 branco peão · b2 preto rainha · f2 branco peão · g2 branco peão · h2 branco peão · g1 branco rei | f8 preto torre · g8 preto rei · f7 branco cavalo · g7 preto peão · h7 preto peão · d5 branco rainha · b3 branco peão · b2 preto rainha · f2 branco peão · g2 branco peão · h2 branco peão · g1 branco rei | f8 preto torre · g8 preto rei · f7 branco cavalo · g7 preto peão · h7 preto peão · d5 branco rainha · b3 branco peão · b2 preto rainha · f2 branco peão · g2 branco peão · h2 branco peão · g1 branco rei | f8 preto torre · g8 preto rei · f7 branco cavalo · g7 preto peão · h7 preto peão · d5 branco rainha · b3 branco peão · b2 preto rainha · f2 branco peão · g2 branco peão · h2 branco peão · g1 branco rei | f8 preto torre · g8 preto rei · f7 branco cavalo · g7 preto peão · h7 preto peão · d5 branco rainha · b3 branco peão · b2 preto rainha · f2 branco peão · g2 branco peão · h2 branco peão · g1 branco rei | f8 preto torre · g8 preto rei · f7 branco cavalo · g7 preto peão · h7 preto peão · d5 branco rainha · b3 branco peão · b2 preto rainha · f2 branco peão · g2 branco peão · h2 branco peão · g1 branco rei | f8 preto torre · g8 preto rei · f7 branco cavalo · g7 preto peão · h7 preto peão · d5 branco rainha · b3 branco peão · b2 preto rainha · f2 branco peão · g2 branco peão · h2 branco peão · g1 branco rei | f8 preto torre · g8 preto rei · f7 branco cavalo · g7 preto peão · h7 preto peão · d5 branco rainha · b3 branco peão · b2 preto rainha · f2 branco peão · g2 branco peão · h2 branco peão · g1 branco rei | 1 |
|   | a | b | c | d | e | f | g | h |   |

2. Ch6+ Rh8 (o Rei tinha que se mover uma vez que a Dama também dava xeque)
|   | a | b | c | d | e | f | g | h |   |
| 8 | f8 preto torre · h8 preto rei · g7 preto peão · h7 preto peão · h6 branco cavalo · d5 branco rainha · b3 branco peão · b2 preto rainha · f2 branco peão · g2 branco peão · h2 branco peão · g1 branco rei | f8 preto torre · h8 preto rei · g7 preto peão · h7 preto peão · h6 branco cavalo · d5 branco rainha · b3 branco peão · b2 preto rainha · f2 branco peão · g2 branco peão · h2 branco peão · g1 branco rei | f8 preto torre · h8 preto rei · g7 preto peão · h7 preto peão · h6 branco cavalo · d5 branco rainha · b3 branco peão · b2 preto rainha · f2 branco peão · g2 branco peão · h2 branco peão · g1 branco rei | f8 preto torre · h8 preto rei · g7 preto peão · h7 preto peão · h6 branco cavalo · d5 branco rainha · b3 branco peão · b2 preto rainha · f2 branco peão · g2 branco peão · h2 branco peão · g1 branco rei | f8 preto torre · h8 preto rei · g7 preto peão · h7 preto peão · h6 branco cavalo · d5 branco rainha · b3 branco peão · b2 preto rainha · f2 branco peão · g2 branco peão · h2 branco peão · g1 branco rei | f8 preto torre · h8 preto rei · g7 preto peão · h7 preto peão · h6 branco cavalo · d5 branco rainha · b3 branco peão · b2 preto rainha · f2 branco peão · g2 branco peão · h2 branco peão · g1 branco rei | f8 preto torre · h8 preto rei · g7 preto peão · h7 preto peão · h6 branco cavalo · d5 branco rainha · b3 branco peão · b2 preto rainha · f2 branco peão · g2 branco peão · h2 branco peão · g1 branco rei | f8 preto torre · h8 preto rei · g7 preto peão · h7 preto peão · h6 branco cavalo · d5 branco rainha · b3 branco peão · b2 preto rainha · f2 branco peão · g2 branco peão · h2 branco peão · g1 branco rei | 8 |
| 7 | f8 preto torre · h8 preto rei · g7 preto peão · h7 preto peão · h6 branco cavalo · d5 branco rainha · b3 branco peão · b2 preto rainha · f2 branco peão · g2 branco peão · h2 branco peão · g1 branco rei | f8 preto torre · h8 preto rei · g7 preto peão · h7 preto peão · h6 branco cavalo · d5 branco rainha · b3 branco peão · b2 preto rainha · f2 branco peão · g2 branco peão · h2 branco peão · g1 branco rei | f8 preto torre · h8 preto rei · g7 preto peão · h7 preto peão · h6 branco cavalo · d5 branco rainha · b3 branco peão · b2 preto rainha · f2 branco peão · g2 branco peão · h2 branco peão · g1 branco rei | f8 preto torre · h8 preto rei · g7 preto peão · h7 preto peão · h6 branco cavalo · d5 branco rainha · b3 branco peão · b2 preto rainha · f2 branco peão · g2 branco peão · h2 branco peão · g1 branco rei | f8 preto torre · h8 preto rei · g7 preto peão · h7 preto peão · h6 branco cavalo · d5 branco rainha · b3 branco peão · b2 preto rainha · f2 branco peão · g2 branco peão · h2 branco peão · g1 branco rei | f8 preto torre · h8 preto rei · g7 preto peão · h7 preto peão · h6 branco cavalo · d5 branco rainha · b3 branco peão · b2 preto rainha · f2 branco peão · g2 branco peão · h2 branco peão · g1 branco rei | f8 preto torre · h8 preto rei · g7 preto peão · h7 preto peão · h6 branco cavalo · d5 branco rainha · b3 branco peão · b2 preto rainha · f2 branco peão · g2 branco peão · h2 branco peão · g1 branco rei | f8 preto torre · h8 preto rei · g7 preto peão · h7 preto peão · h6 branco cavalo · d5 branco rainha · b3 branco peão · b2 preto rainha · f2 branco peão · g2 branco peão · h2 branco peão · g1 branco rei | 7 |
| 6 | f8 preto torre · h8 preto rei · g7 preto peão · h7 preto peão · h6 branco cavalo · d5 branco rainha · b3 branco peão · b2 preto rainha · f2 branco peão · g2 branco peão · h2 branco peão · g1 branco rei | f8 preto torre · h8 preto rei · g7 preto peão · h7 preto peão · h6 branco cavalo · d5 branco rainha · b3 branco peão · b2 preto rainha · f2 branco peão · g2 branco peão · h2 branco peão · g1 branco rei | f8 preto torre · h8 preto rei · g7 preto peão · h7 preto peão · h6 branco cavalo · d5 branco rainha · b3 branco peão · b2 preto rainha · f2 branco peão · g2 branco peão · h2 branco peão · g1 branco rei | f8 preto torre · h8 preto rei · g7 preto peão · h7 preto peão · h6 branco cavalo · d5 branco rainha · b3 branco peão · b2 preto rainha · f2 branco peão · g2 branco peão · h2 branco peão · g1 branco rei | f8 preto torre · h8 preto rei · g7 preto peão · h7 preto peão · h6 branco cavalo · d5 branco rainha · b3 branco peão · b2 preto rainha · f2 branco peão · g2 branco peão · h2 branco peão · g1 branco rei | f8 preto torre · h8 preto rei · g7 preto peão · h7 preto peão · h6 branco cavalo · d5 branco rainha · b3 branco peão · b2 preto rainha · f2 branco peão · g2 branco peão · h2 branco peão · g1 branco rei | f8 preto torre · h8 preto rei · g7 preto peão · h7 preto peão · h6 branco cavalo · d5 branco rainha · b3 branco peão · b2 preto rainha · f2 branco peão · g2 branco peão · h2 branco peão · g1 branco rei | f8 preto torre · h8 preto rei · g7 preto peão · h7 preto peão · h6 branco cavalo · d5 branco rainha · b3 branco peão · b2 preto rainha · f2 branco peão · g2 branco peão · h2 branco peão · g1 branco rei | 6 |
| 5 | f8 preto torre · h8 preto rei · g7 preto peão · h7 preto peão · h6 branco cavalo · d5 branco rainha · b3 branco peão · b2 preto rainha · f2 branco peão · g2 branco peão · h2 branco peão · g1 branco rei | f8 preto torre · h8 preto rei · g7 preto peão · h7 preto peão · h6 branco cavalo · d5 branco rainha · b3 branco peão · b2 preto rainha · f2 branco peão · g2 branco peão · h2 branco peão · g1 branco rei | f8 preto torre · h8 preto rei · g7 preto peão · h7 preto peão · h6 branco cavalo · d5 branco rainha · b3 branco peão · b2 preto rainha · f2 branco peão · g2 branco peão · h2 branco peão · g1 branco rei | f8 preto torre · h8 preto rei · g7 preto peão · h7 preto peão · h6 branco cavalo · d5 branco rainha · b3 branco peão · b2 preto rainha · f2 branco peão · g2 branco peão · h2 branco peão · g1 branco rei | f8 preto torre · h8 preto rei · g7 preto peão · h7 preto peão · h6 branco cavalo · d5 branco rainha · b3 branco peão · b2 preto rainha · f2 branco peão · g2 branco peão · h2 branco peão · g1 branco rei | f8 preto torre · h8 preto rei · g7 preto peão · h7 preto peão · h6 branco cavalo · d5 branco rainha · b3 branco peão · b2 preto rainha · f2 branco peão · g2 branco peão · h2 branco peão · g1 branco rei | f8 preto torre · h8 preto rei · g7 preto peão · h7 preto peão · h6 branco cavalo · d5 branco rainha · b3 branco peão · b2 preto rainha · f2 branco peão · g2 branco peão · h2 branco peão · g1 branco rei | f8 preto torre · h8 preto rei · g7 preto peão · h7 preto peão · h6 branco cavalo · d5 branco rainha · b3 branco peão · b2 preto rainha · f2 branco peão · g2 branco peão · h2 branco peão · g1 branco rei | 5 |
| 4 | f8 preto torre · h8 preto rei · g7 preto peão · h7 preto peão · h6 branco cavalo · d5 branco rainha · b3 branco peão · b2 preto rainha · f2 branco peão · g2 branco peão · h2 branco peão · g1 branco rei | f8 preto torre · h8 preto rei · g7 preto peão · h7 preto peão · h6 branco cavalo · d5 branco rainha · b3 branco peão · b2 preto rainha · f2 branco peão · g2 branco peão · h2 branco peão · g1 branco rei | f8 preto torre · h8 preto rei · g7 preto peão · h7 preto peão · h6 branco cavalo · d5 branco rainha · b3 branco peão · b2 preto rainha · f2 branco peão · g2 branco peão · h2 branco peão · g1 branco rei | f8 preto torre · h8 preto rei · g7 preto peão · h7 preto peão · h6 branco cavalo · d5 branco rainha · b3 branco peão · b2 preto rainha · f2 branco peão · g2 branco peão · h2 branco peão · g1 branco rei | f8 preto torre · h8 preto rei · g7 preto peão · h7 preto peão · h6 branco cavalo · d5 branco rainha · b3 branco peão · b2 preto rainha · f2 branco peão · g2 branco peão · h2 branco peão · g1 branco rei | f8 preto torre · h8 preto rei · g7 preto peão · h7 preto peão · h6 branco cavalo · d5 branco rainha · b3 branco peão · b2 preto rainha · f2 branco peão · g2 branco peão · h2 branco peão · g1 branco rei | f8 preto torre · h8 preto rei · g7 preto peão · h7 preto peão · h6 branco cavalo · d5 branco rainha · b3 branco peão · b2 preto rainha · f2 branco peão · g2 branco peão · h2 branco peão · g1 branco rei | f8 preto torre · h8 preto rei · g7 preto peão · h7 preto peão · h6 branco cavalo · d5 branco rainha · b3 branco peão · b2 preto rainha · f2 branco peão · g2 branco peão · h2 branco peão · g1 branco rei | 4 |
| 3 | f8 preto torre · h8 preto rei · g7 preto peão · h7 preto peão · h6 branco cavalo · d5 branco rainha · b3 branco peão · b2 preto rainha · f2 branco peão · g2 branco peão · h2 branco peão · g1 branco rei | f8 preto torre · h8 preto rei · g7 preto peão · h7 preto peão · h6 branco cavalo · d5 branco rainha · b3 branco peão · b2 preto rainha · f2 branco peão · g2 branco peão · h2 branco peão · g1 branco rei | f8 preto torre · h8 preto rei · g7 preto peão · h7 preto peão · h6 branco cavalo · d5 branco rainha · b3 branco peão · b2 preto rainha · f2 branco peão · g2 branco peão · h2 branco peão · g1 branco rei | f8 preto torre · h8 preto rei · g7 preto peão · h7 preto peão · h6 branco cavalo · d5 branco rainha · b3 branco peão · b2 preto rainha · f2 branco peão · g2 branco peão · h2 branco peão · g1 branco rei | f8 preto torre · h8 preto rei · g7 preto peão · h7 preto peão · h6 branco cavalo · d5 branco rainha · b3 branco peão · b2 preto rainha · f2 branco peão · g2 branco peão · h2 branco peão · g1 branco rei | f8 preto torre · h8 preto rei · g7 preto peão · h7 preto peão · h6 branco cavalo · d5 branco rainha · b3 branco peão · b2 preto rainha · f2 branco peão · g2 branco peão · h2 branco peão · g1 branco rei | f8 preto torre · h8 preto rei · g7 preto peão · h7 preto peão · h6 branco cavalo · d5 branco rainha · b3 branco peão · b2 preto rainha · f2 branco peão · g2 branco peão · h2 branco peão · g1 branco rei | f8 preto torre · h8 preto rei · g7 preto peão · h7 preto peão · h6 branco cavalo · d5 branco rainha · b3 branco peão · b2 preto rainha · f2 branco peão · g2 branco peão · h2 branco peão · g1 branco rei | 3 |
| 2 | f8 preto torre · h8 preto rei · g7 preto peão · h7 preto peão · h6 branco cavalo · d5 branco rainha · b3 branco peão · b2 preto rainha · f2 branco peão · g2 branco peão · h2 branco peão · g1 branco rei | f8 preto torre · h8 preto rei · g7 preto peão · h7 preto peão · h6 branco cavalo · d5 branco rainha · b3 branco peão · b2 preto rainha · f2 branco peão · g2 branco peão · h2 branco peão · g1 branco rei | f8 preto torre · h8 preto rei · g7 preto peão · h7 preto peão · h6 branco cavalo · d5 branco rainha · b3 branco peão · b2 preto rainha · f2 branco peão · g2 branco peão · h2 branco peão · g1 branco rei | f8 preto torre · h8 preto rei · g7 preto peão · h7 preto peão · h6 branco cavalo · d5 branco rainha · b3 branco peão · b2 preto rainha · f2 branco peão · g2 branco peão · h2 branco peão · g1 branco rei | f8 preto torre · h8 preto rei · g7 preto peão · h7 preto peão · h6 branco cavalo · d5 branco rainha · b3 branco peão · b2 preto rainha · f2 branco peão · g2 branco peão · h2 branco peão · g1 branco rei | f8 preto torre · h8 preto rei · g7 preto peão · h7 preto peão · h6 branco cavalo · d5 branco rainha · b3 branco peão · b2 preto rainha · f2 branco peão · g2 branco peão · h2 branco peão · g1 branco rei | f8 preto torre · h8 preto rei · g7 preto peão · h7 preto peão · h6 branco cavalo · d5 branco rainha · b3 branco peão · b2 preto rainha · f2 branco peão · g2 branco peão · h2 branco peão · g1 branco rei | f8 preto torre · h8 preto rei · g7 preto peão · h7 preto peão · h6 branco cavalo · d5 branco rainha · b3 branco peão · b2 preto rainha · f2 branco peão · g2 branco peão · h2 branco peão · g1 branco rei | 2 |
| 1 | f8 preto torre · h8 preto rei · g7 preto peão · h7 preto peão · h6 branco cavalo · d5 branco rainha · b3 branco peão · b2 preto rainha · f2 branco peão · g2 branco peão · h2 branco peão · g1 branco rei | f8 preto torre · h8 preto rei · g7 preto peão · h7 preto peão · h6 branco cavalo · d5 branco rainha · b3 branco peão · b2 preto rainha · f2 branco peão · g2 branco peão · h2 branco peão · g1 branco rei | f8 preto torre · h8 preto rei · g7 preto peão · h7 preto peão · h6 branco cavalo · d5 branco rainha · b3 branco peão · b2 preto rainha · f2 branco peão · g2 branco peão · h2 branco peão · g1 branco rei | f8 preto torre · h8 preto rei · g7 preto peão · h7 preto peão · h6 branco cavalo · d5 branco rainha · b3 branco peão · b2 preto rainha · f2 branco peão · g2 branco peão · h2 branco peão · g1 branco rei | f8 preto torre · h8 preto rei · g7 preto peão · h7 preto peão · h6 branco cavalo · d5 branco rainha · b3 branco peão · b2 preto rainha · f2 branco peão · g2 branco peão · h2 branco peão · g1 branco rei | f8 preto torre · h8 preto rei · g7 preto peão · h7 preto peão · h6 branco cavalo · d5 branco rainha · b3 branco peão · b2 preto rainha · f2 branco peão · g2 branco peão · h2 branco peão · g1 branco rei | f8 preto torre · h8 preto rei · g7 preto peão · h7 preto peão · h6 branco cavalo · d5 branco rainha · b3 branco peão · b2 preto rainha · f2 branco peão · g2 branco peão · h2 branco peão · g1 branco rei | f8 preto torre · h8 preto rei · g7 preto peão · h7 preto peão · h6 branco cavalo · d5 branco rainha · b3 branco peão · b2 preto rainha · f2 branco peão · g2 branco peão · h2 branco peão · g1 branco rei | 1 |
|   | a | b | c | d | e | f | g | h |   |

3.Dg8+ Txg8 (havia necessidade de que este xeque de dama estivesse apoiado pelo Cavalo para evitar Rxg8)
|   | a | b | c | d | e | f | g | h |   |
| 8 | g8 preto torre · h8 preto rei · g7 preto peão · h7 preto peão · h6 branco cavalo · b3 branco peão · b2 preto rainha · f2 branco peão · g2 branco peão · h2 branco peão · g1 branco rei | g8 preto torre · h8 preto rei · g7 preto peão · h7 preto peão · h6 branco cavalo · b3 branco peão · b2 preto rainha · f2 branco peão · g2 branco peão · h2 branco peão · g1 branco rei | g8 preto torre · h8 preto rei · g7 preto peão · h7 preto peão · h6 branco cavalo · b3 branco peão · b2 preto rainha · f2 branco peão · g2 branco peão · h2 branco peão · g1 branco rei | g8 preto torre · h8 preto rei · g7 preto peão · h7 preto peão · h6 branco cavalo · b3 branco peão · b2 preto rainha · f2 branco peão · g2 branco peão · h2 branco peão · g1 branco rei | g8 preto torre · h8 preto rei · g7 preto peão · h7 preto peão · h6 branco cavalo · b3 branco peão · b2 preto rainha · f2 branco peão · g2 branco peão · h2 branco peão · g1 branco rei | g8 preto torre · h8 preto rei · g7 preto peão · h7 preto peão · h6 branco cavalo · b3 branco peão · b2 preto rainha · f2 branco peão · g2 branco peão · h2 branco peão · g1 branco rei | g8 preto torre · h8 preto rei · g7 preto peão · h7 preto peão · h6 branco cavalo · b3 branco peão · b2 preto rainha · f2 branco peão · g2 branco peão · h2 branco peão · g1 branco rei | g8 preto torre · h8 preto rei · g7 preto peão · h7 preto peão · h6 branco cavalo · b3 branco peão · b2 preto rainha · f2 branco peão · g2 branco peão · h2 branco peão · g1 branco rei | 8 |
| 7 | g8 preto torre · h8 preto rei · g7 preto peão · h7 preto peão · h6 branco cavalo · b3 branco peão · b2 preto rainha · f2 branco peão · g2 branco peão · h2 branco peão · g1 branco rei | g8 preto torre · h8 preto rei · g7 preto peão · h7 preto peão · h6 branco cavalo · b3 branco peão · b2 preto rainha · f2 branco peão · g2 branco peão · h2 branco peão · g1 branco rei | g8 preto torre · h8 preto rei · g7 preto peão · h7 preto peão · h6 branco cavalo · b3 branco peão · b2 preto rainha · f2 branco peão · g2 branco peão · h2 branco peão · g1 branco rei | g8 preto torre · h8 preto rei · g7 preto peão · h7 preto peão · h6 branco cavalo · b3 branco peão · b2 preto rainha · f2 branco peão · g2 branco peão · h2 branco peão · g1 branco rei | g8 preto torre · h8 preto rei · g7 preto peão · h7 preto peão · h6 branco cavalo · b3 branco peão · b2 preto rainha · f2 branco peão · g2 branco peão · h2 branco peão · g1 branco rei | g8 preto torre · h8 preto rei · g7 preto peão · h7 preto peão · h6 branco cavalo · b3 branco peão · b2 preto rainha · f2 branco peão · g2 branco peão · h2 branco peão · g1 branco rei | g8 preto torre · h8 preto rei · g7 preto peão · h7 preto peão · h6 branco cavalo · b3 branco peão · b2 preto rainha · f2 branco peão · g2 branco peão · h2 branco peão · g1 branco rei | g8 preto torre · h8 preto rei · g7 preto peão · h7 preto peão · h6 branco cavalo · b3 branco peão · b2 preto rainha · f2 branco peão · g2 branco peão · h2 branco peão · g1 branco rei | 7 |
| 6 | g8 preto torre · h8 preto rei · g7 preto peão · h7 preto peão · h6 branco cavalo · b3 branco peão · b2 preto rainha · f2 branco peão · g2 branco peão · h2 branco peão · g1 branco rei | g8 preto torre · h8 preto rei · g7 preto peão · h7 preto peão · h6 branco cavalo · b3 branco peão · b2 preto rainha · f2 branco peão · g2 branco peão · h2 branco peão · g1 branco rei | g8 preto torre · h8 preto rei · g7 preto peão · h7 preto peão · h6 branco cavalo · b3 branco peão · b2 preto rainha · f2 branco peão · g2 branco peão · h2 branco peão · g1 branco rei | g8 preto torre · h8 preto rei · g7 preto peão · h7 preto peão · h6 branco cavalo · b3 branco peão · b2 preto rainha · f2 branco peão · g2 branco peão · h2 branco peão · g1 branco rei | g8 preto torre · h8 preto rei · g7 preto peão · h7 preto peão · h6 branco cavalo · b3 branco peão · b2 preto rainha · f2 branco peão · g2 branco peão · h2 branco peão · g1 branco rei | g8 preto torre · h8 preto rei · g7 preto peão · h7 preto peão · h6 branco cavalo · b3 branco peão · b2 preto rainha · f2 branco peão · g2 branco peão · h2 branco peão · g1 branco rei | g8 preto torre · h8 preto rei · g7 preto peão · h7 preto peão · h6 branco cavalo · b3 branco peão · b2 preto rainha · f2 branco peão · g2 branco peão · h2 branco peão · g1 branco rei | g8 preto torre · h8 preto rei · g7 preto peão · h7 preto peão · h6 branco cavalo · b3 branco peão · b2 preto rainha · f2 branco peão · g2 branco peão · h2 branco peão · g1 branco rei | 6 |
| 5 | g8 preto torre · h8 preto rei · g7 preto peão · h7 preto peão · h6 branco cavalo · b3 branco peão · b2 preto rainha · f2 branco peão · g2 branco peão · h2 branco peão · g1 branco rei | g8 preto torre · h8 preto rei · g7 preto peão · h7 preto peão · h6 branco cavalo · b3 branco peão · b2 preto rainha · f2 branco peão · g2 branco peão · h2 branco peão · g1 branco rei | g8 preto torre · h8 preto rei · g7 preto peão · h7 preto peão · h6 branco cavalo · b3 branco peão · b2 preto rainha · f2 branco peão · g2 branco peão · h2 branco peão · g1 branco rei | g8 preto torre · h8 preto rei · g7 preto peão · h7 preto peão · h6 branco cavalo · b3 branco peão · b2 preto rainha · f2 branco peão · g2 branco peão · h2 branco peão · g1 branco rei | g8 preto torre · h8 preto rei · g7 preto peão · h7 preto peão · h6 branco cavalo · b3 branco peão · b2 preto rainha · f2 branco peão · g2 branco peão · h2 branco peão · g1 branco rei | g8 preto torre · h8 preto rei · g7 preto peão · h7 preto peão · h6 branco cavalo · b3 branco peão · b2 preto rainha · f2 branco peão · g2 branco peão · h2 branco peão · g1 branco rei | g8 preto torre · h8 preto rei · g7 preto peão · h7 preto peão · h6 branco cavalo · b3 branco peão · b2 preto rainha · f2 branco peão · g2 branco peão · h2 branco peão · g1 branco rei | g8 preto torre · h8 preto rei · g7 preto peão · h7 preto peão · h6 branco cavalo · b3 branco peão · b2 preto rainha · f2 branco peão · g2 branco peão · h2 branco peão · g1 branco rei | 5 |
| 4 | g8 preto torre · h8 preto rei · g7 preto peão · h7 preto peão · h6 branco cavalo · b3 branco peão · b2 preto rainha · f2 branco peão · g2 branco peão · h2 branco peão · g1 branco rei | g8 preto torre · h8 preto rei · g7 preto peão · h7 preto peão · h6 branco cavalo · b3 branco peão · b2 preto rainha · f2 branco peão · g2 branco peão · h2 branco peão · g1 branco rei | g8 preto torre · h8 preto rei · g7 preto peão · h7 preto peão · h6 branco cavalo · b3 branco peão · b2 preto rainha · f2 branco peão · g2 branco peão · h2 branco peão · g1 branco rei | g8 preto torre · h8 preto rei · g7 preto peão · h7 preto peão · h6 branco cavalo · b3 branco peão · b2 preto rainha · f2 branco peão · g2 branco peão · h2 branco peão · g1 branco rei | g8 preto torre · h8 preto rei · g7 preto peão · h7 preto peão · h6 branco cavalo · b3 branco peão · b2 preto rainha · f2 branco peão · g2 branco peão · h2 branco peão · g1 branco rei | g8 preto torre · h8 preto rei · g7 preto peão · h7 preto peão · h6 branco cavalo · b3 branco peão · b2 preto rainha · f2 branco peão · g2 branco peão · h2 branco peão · g1 branco rei | g8 preto torre · h8 preto rei · g7 preto peão · h7 preto peão · h6 branco cavalo · b3 branco peão · b2 preto rainha · f2 branco peão · g2 branco peão · h2 branco peão · g1 branco rei | g8 preto torre · h8 preto rei · g7 preto peão · h7 preto peão · h6 branco cavalo · b3 branco peão · b2 preto rainha · f2 branco peão · g2 branco peão · h2 branco peão · g1 branco rei | 4 |
| 3 | g8 preto torre · h8 preto rei · g7 preto peão · h7 preto peão · h6 branco cavalo · b3 branco peão · b2 preto rainha · f2 branco peão · g2 branco peão · h2 branco peão · g1 branco rei | g8 preto torre · h8 preto rei · g7 preto peão · h7 preto peão · h6 branco cavalo · b3 branco peão · b2 preto rainha · f2 branco peão · g2 branco peão · h2 branco peão · g1 branco rei | g8 preto torre · h8 preto rei · g7 preto peão · h7 preto peão · h6 branco cavalo · b3 branco peão · b2 preto rainha · f2 branco peão · g2 branco peão · h2 branco peão · g1 branco rei | g8 preto torre · h8 preto rei · g7 preto peão · h7 preto peão · h6 branco cavalo · b3 branco peão · b2 preto rainha · f2 branco peão · g2 branco peão · h2 branco peão · g1 branco rei | g8 preto torre · h8 preto rei · g7 preto peão · h7 preto peão · h6 branco cavalo · b3 branco peão · b2 preto rainha · f2 branco peão · g2 branco peão · h2 branco peão · g1 branco rei | g8 preto torre · h8 preto rei · g7 preto peão · h7 preto peão · h6 branco cavalo · b3 branco peão · b2 preto rainha · f2 branco peão · g2 branco peão · h2 branco peão · g1 branco rei | g8 preto torre · h8 preto rei · g7 preto peão · h7 preto peão · h6 branco cavalo · b3 branco peão · b2 preto rainha · f2 branco peão · g2 branco peão · h2 branco peão · g1 branco rei | g8 preto torre · h8 preto rei · g7 preto peão · h7 preto peão · h6 branco cavalo · b3 branco peão · b2 preto rainha · f2 branco peão · g2 branco peão · h2 branco peão · g1 branco rei | 3 |
| 2 | g8 preto torre · h8 preto rei · g7 preto peão · h7 preto peão · h6 branco cavalo · b3 branco peão · b2 preto rainha · f2 branco peão · g2 branco peão · h2 branco peão · g1 branco rei | g8 preto torre · h8 preto rei · g7 preto peão · h7 preto peão · h6 branco cavalo · b3 branco peão · b2 preto rainha · f2 branco peão · g2 branco peão · h2 branco peão · g1 branco rei | g8 preto torre · h8 preto rei · g7 preto peão · h7 preto peão · h6 branco cavalo · b3 branco peão · b2 preto rainha · f2 branco peão · g2 branco peão · h2 branco peão · g1 branco rei | g8 preto torre · h8 preto rei · g7 preto peão · h7 preto peão · h6 branco cavalo · b3 branco peão · b2 preto rainha · f2 branco peão · g2 branco peão · h2 branco peão · g1 branco rei | g8 preto torre · h8 preto rei · g7 preto peão · h7 preto peão · h6 branco cavalo · b3 branco peão · b2 preto rainha · f2 branco peão · g2 branco peão · h2 branco peão · g1 branco rei | g8 preto torre · h8 preto rei · g7 preto peão · h7 preto peão · h6 branco cavalo · b3 branco peão · b2 preto rainha · f2 branco peão · g2 branco peão · h2 branco peão · g1 branco rei | g8 preto torre · h8 preto rei · g7 preto peão · h7 preto peão · h6 branco cavalo · b3 branco peão · b2 preto rainha · f2 branco peão · g2 branco peão · h2 branco peão · g1 branco rei | g8 preto torre · h8 preto rei · g7 preto peão · h7 preto peão · h6 branco cavalo · b3 branco peão · b2 preto rainha · f2 branco peão · g2 branco peão · h2 branco peão · g1 branco rei | 2 |
| 1 | g8 preto torre · h8 preto rei · g7 preto peão · h7 preto peão · h6 branco cavalo · b3 branco peão · b2 preto rainha · f2 branco peão · g2 branco peão · h2 branco peão · g1 branco rei | g8 preto torre · h8 preto rei · g7 preto peão · h7 preto peão · h6 branco cavalo · b3 branco peão · b2 preto rainha · f2 branco peão · g2 branco peão · h2 branco peão · g1 branco rei | g8 preto torre · h8 preto rei · g7 preto peão · h7 preto peão · h6 branco cavalo · b3 branco peão · b2 preto rainha · f2 branco peão · g2 branco peão · h2 branco peão · g1 branco rei | g8 preto torre · h8 preto rei · g7 preto peão · h7 preto peão · h6 branco cavalo · b3 branco peão · b2 preto rainha · f2 branco peão · g2 branco peão · h2 branco peão · g1 branco rei | g8 preto torre · h8 preto rei · g7 preto peão · h7 preto peão · h6 branco cavalo · b3 branco peão · b2 preto rainha · f2 branco peão · g2 branco peão · h2 branco peão · g1 branco rei | g8 preto torre · h8 preto rei · g7 preto peão · h7 preto peão · h6 branco cavalo · b3 branco peão · b2 preto rainha · f2 branco peão · g2 branco peão · h2 branco peão · g1 branco rei | g8 preto torre · h8 preto rei · g7 preto peão · h7 preto peão · h6 branco cavalo · b3 branco peão · b2 preto rainha · f2 branco peão · g2 branco peão · h2 branco peão · g1 branco rei | g8 preto torre · h8 preto rei · g7 preto peão · h7 preto peão · h6 branco cavalo · b3 branco peão · b2 preto rainha · f2 branco peão · g2 branco peão · h2 branco peão · g1 branco rei | 1 |
|   | a | b | c | d | e | f | g | h |   |

4. Cf7# (o Rei morre sufocado por suas próprias peças)
|   | a | b | c | d | e | f | g | h |   |
| 8 | g8 preto torre · h8 preto rei · f7 branco cavalo · g7 preto peão · h7 preto peão · b3 branco peão · b2 preto rainha · f2 branco peão · g2 branco peão · h2 branco peão · g1 branco rei | g8 preto torre · h8 preto rei · f7 branco cavalo · g7 preto peão · h7 preto peão · b3 branco peão · b2 preto rainha · f2 branco peão · g2 branco peão · h2 branco peão · g1 branco rei | g8 preto torre · h8 preto rei · f7 branco cavalo · g7 preto peão · h7 preto peão · b3 branco peão · b2 preto rainha · f2 branco peão · g2 branco peão · h2 branco peão · g1 branco rei | g8 preto torre · h8 preto rei · f7 branco cavalo · g7 preto peão · h7 preto peão · b3 branco peão · b2 preto rainha · f2 branco peão · g2 branco peão · h2 branco peão · g1 branco rei | g8 preto torre · h8 preto rei · f7 branco cavalo · g7 preto peão · h7 preto peão · b3 branco peão · b2 preto rainha · f2 branco peão · g2 branco peão · h2 branco peão · g1 branco rei | g8 preto torre · h8 preto rei · f7 branco cavalo · g7 preto peão · h7 preto peão · b3 branco peão · b2 preto rainha · f2 branco peão · g2 branco peão · h2 branco peão · g1 branco rei | g8 preto torre · h8 preto rei · f7 branco cavalo · g7 preto peão · h7 preto peão · b3 branco peão · b2 preto rainha · f2 branco peão · g2 branco peão · h2 branco peão · g1 branco rei | g8 preto torre · h8 preto rei · f7 branco cavalo · g7 preto peão · h7 preto peão · b3 branco peão · b2 preto rainha · f2 branco peão · g2 branco peão · h2 branco peão · g1 branco rei | 8 |
| 7 | g8 preto torre · h8 preto rei · f7 branco cavalo · g7 preto peão · h7 preto peão · b3 branco peão · b2 preto rainha · f2 branco peão · g2 branco peão · h2 branco peão · g1 branco rei | g8 preto torre · h8 preto rei · f7 branco cavalo · g7 preto peão · h7 preto peão · b3 branco peão · b2 preto rainha · f2 branco peão · g2 branco peão · h2 branco peão · g1 branco rei | g8 preto torre · h8 preto rei · f7 branco cavalo · g7 preto peão · h7 preto peão · b3 branco peão · b2 preto rainha · f2 branco peão · g2 branco peão · h2 branco peão · g1 branco rei | g8 preto torre · h8 preto rei · f7 branco cavalo · g7 preto peão · h7 preto peão · b3 branco peão · b2 preto rainha · f2 branco peão · g2 branco peão · h2 branco peão · g1 branco rei | g8 preto torre · h8 preto rei · f7 branco cavalo · g7 preto peão · h7 preto peão · b3 branco peão · b2 preto rainha · f2 branco peão · g2 branco peão · h2 branco peão · g1 branco rei | g8 preto torre · h8 preto rei · f7 branco cavalo · g7 preto peão · h7 preto peão · b3 branco peão · b2 preto rainha · f2 branco peão · g2 branco peão · h2 branco peão · g1 branco rei | g8 preto torre · h8 preto rei · f7 branco cavalo · g7 preto peão · h7 preto peão · b3 branco peão · b2 preto rainha · f2 branco peão · g2 branco peão · h2 branco peão · g1 branco rei | g8 preto torre · h8 preto rei · f7 branco cavalo · g7 preto peão · h7 preto peão · b3 branco peão · b2 preto rainha · f2 branco peão · g2 branco peão · h2 branco peão · g1 branco rei | 7 |
| 6 | g8 preto torre · h8 preto rei · f7 branco cavalo · g7 preto peão · h7 preto peão · b3 branco peão · b2 preto rainha · f2 branco peão · g2 branco peão · h2 branco peão · g1 branco rei | g8 preto torre · h8 preto rei · f7 branco cavalo · g7 preto peão · h7 preto peão · b3 branco peão · b2 preto rainha · f2 branco peão · g2 branco peão · h2 branco peão · g1 branco rei | g8 preto torre · h8 preto rei · f7 branco cavalo · g7 preto peão · h7 preto peão · b3 branco peão · b2 preto rainha · f2 branco peão · g2 branco peão · h2 branco peão · g1 branco rei | g8 preto torre · h8 preto rei · f7 branco cavalo · g7 preto peão · h7 preto peão · b3 branco peão · b2 preto rainha · f2 branco peão · g2 branco peão · h2 branco peão · g1 branco rei | g8 preto torre · h8 preto rei · f7 branco cavalo · g7 preto peão · h7 preto peão · b3 branco peão · b2 preto rainha · f2 branco peão · g2 branco peão · h2 branco peão · g1 branco rei | g8 preto torre · h8 preto rei · f7 branco cavalo · g7 preto peão · h7 preto peão · b3 branco peão · b2 preto rainha · f2 branco peão · g2 branco peão · h2 branco peão · g1 branco rei | g8 preto torre · h8 preto rei · f7 branco cavalo · g7 preto peão · h7 preto peão · b3 branco peão · b2 preto rainha · f2 branco peão · g2 branco peão · h2 branco peão · g1 branco rei | g8 preto torre · h8 preto rei · f7 branco cavalo · g7 preto peão · h7 preto peão · b3 branco peão · b2 preto rainha · f2 branco peão · g2 branco peão · h2 branco peão · g1 branco rei | 6 |
| 5 | g8 preto torre · h8 preto rei · f7 branco cavalo · g7 preto peão · h7 preto peão · b3 branco peão · b2 preto rainha · f2 branco peão · g2 branco peão · h2 branco peão · g1 branco rei | g8 preto torre · h8 preto rei · f7 branco cavalo · g7 preto peão · h7 preto peão · b3 branco peão · b2 preto rainha · f2 branco peão · g2 branco peão · h2 branco peão · g1 branco rei | g8 preto torre · h8 preto rei · f7 branco cavalo · g7 preto peão · h7 preto peão · b3 branco peão · b2 preto rainha · f2 branco peão · g2 branco peão · h2 branco peão · g1 branco rei | g8 preto torre · h8 preto rei · f7 branco cavalo · g7 preto peão · h7 preto peão · b3 branco peão · b2 preto rainha · f2 branco peão · g2 branco peão · h2 branco peão · g1 branco rei | g8 preto torre · h8 preto rei · f7 branco cavalo · g7 preto peão · h7 preto peão · b3 branco peão · b2 preto rainha · f2 branco peão · g2 branco peão · h2 branco peão · g1 branco rei | g8 preto torre · h8 preto rei · f7 branco cavalo · g7 preto peão · h7 preto peão · b3 branco peão · b2 preto rainha · f2 branco peão · g2 branco peão · h2 branco peão · g1 branco rei | g8 preto torre · h8 preto rei · f7 branco cavalo · g7 preto peão · h7 preto peão · b3 branco peão · b2 preto rainha · f2 branco peão · g2 branco peão · h2 branco peão · g1 branco rei | g8 preto torre · h8 preto rei · f7 branco cavalo · g7 preto peão · h7 preto peão · b3 branco peão · b2 preto rainha · f2 branco peão · g2 branco peão · h2 branco peão · g1 branco rei | 5 |
| 4 | g8 preto torre · h8 preto rei · f7 branco cavalo · g7 preto peão · h7 preto peão · b3 branco peão · b2 preto rainha · f2 branco peão · g2 branco peão · h2 branco peão · g1 branco rei | g8 preto torre · h8 preto rei · f7 branco cavalo · g7 preto peão · h7 preto peão · b3 branco peão · b2 preto rainha · f2 branco peão · g2 branco peão · h2 branco peão · g1 branco rei | g8 preto torre · h8 preto rei · f7 branco cavalo · g7 preto peão · h7 preto peão · b3 branco peão · b2 preto rainha · f2 branco peão · g2 branco peão · h2 branco peão · g1 branco rei | g8 preto torre · h8 preto rei · f7 branco cavalo · g7 preto peão · h7 preto peão · b3 branco peão · b2 preto rainha · f2 branco peão · g2 branco peão · h2 branco peão · g1 branco rei | g8 preto torre · h8 preto rei · f7 branco cavalo · g7 preto peão · h7 preto peão · b3 branco peão · b2 preto rainha · f2 branco peão · g2 branco peão · h2 branco peão · g1 branco rei | g8 preto torre · h8 preto rei · f7 branco cavalo · g7 preto peão · h7 preto peão · b3 branco peão · b2 preto rainha · f2 branco peão · g2 branco peão · h2 branco peão · g1 branco rei | g8 preto torre · h8 preto rei · f7 branco cavalo · g7 preto peão · h7 preto peão · b3 branco peão · b2 preto rainha · f2 branco peão · g2 branco peão · h2 branco peão · g1 branco rei | g8 preto torre · h8 preto rei · f7 branco cavalo · g7 preto peão · h7 preto peão · b3 branco peão · b2 preto rainha · f2 branco peão · g2 branco peão · h2 branco peão · g1 branco rei | 4 |
| 3 | g8 preto torre · h8 preto rei · f7 branco cavalo · g7 preto peão · h7 preto peão · b3 branco peão · b2 preto rainha · f2 branco peão · g2 branco peão · h2 branco peão · g1 branco rei | g8 preto torre · h8 preto rei · f7 branco cavalo · g7 preto peão · h7 preto peão · b3 branco peão · b2 preto rainha · f2 branco peão · g2 branco peão · h2 branco peão · g1 branco rei | g8 preto torre · h8 preto rei · f7 branco cavalo · g7 preto peão · h7 preto peão · b3 branco peão · b2 preto rainha · f2 branco peão · g2 branco peão · h2 branco peão · g1 branco rei | g8 preto torre · h8 preto rei · f7 branco cavalo · g7 preto peão · h7 preto peão · b3 branco peão · b2 preto rainha · f2 branco peão · g2 branco peão · h2 branco peão · g1 branco rei | g8 preto torre · h8 preto rei · f7 branco cavalo · g7 preto peão · h7 preto peão · b3 branco peão · b2 preto rainha · f2 branco peão · g2 branco peão · h2 branco peão · g1 branco rei | g8 preto torre · h8 preto rei · f7 branco cavalo · g7 preto peão · h7 preto peão · b3 branco peão · b2 preto rainha · f2 branco peão · g2 branco peão · h2 branco peão · g1 branco rei | g8 preto torre · h8 preto rei · f7 branco cavalo · g7 preto peão · h7 preto peão · b3 branco peão · b2 preto rainha · f2 branco peão · g2 branco peão · h2 branco peão · g1 branco rei | g8 preto torre · h8 preto rei · f7 branco cavalo · g7 preto peão · h7 preto peão · b3 branco peão · b2 preto rainha · f2 branco peão · g2 branco peão · h2 branco peão · g1 branco rei | 3 |
| 2 | g8 preto torre · h8 preto rei · f7 branco cavalo · g7 preto peão · h7 preto peão · b3 branco peão · b2 preto rainha · f2 branco peão · g2 branco peão · h2 branco peão · g1 branco rei | g8 preto torre · h8 preto rei · f7 branco cavalo · g7 preto peão · h7 preto peão · b3 branco peão · b2 preto rainha · f2 branco peão · g2 branco peão · h2 branco peão · g1 branco rei | g8 preto torre · h8 preto rei · f7 branco cavalo · g7 preto peão · h7 preto peão · b3 branco peão · b2 preto rainha · f2 branco peão · g2 branco peão · h2 branco peão · g1 branco rei | g8 preto torre · h8 preto rei · f7 branco cavalo · g7 preto peão · h7 preto peão · b3 branco peão · b2 preto rainha · f2 branco peão · g2 branco peão · h2 branco peão · g1 branco rei | g8 preto torre · h8 preto rei · f7 branco cavalo · g7 preto peão · h7 preto peão · b3 branco peão · b2 preto rainha · f2 branco peão · g2 branco peão · h2 branco peão · g1 branco rei | g8 preto torre · h8 preto rei · f7 branco cavalo · g7 preto peão · h7 preto peão · b3 branco peão · b2 preto rainha · f2 branco peão · g2 branco peão · h2 branco peão · g1 branco rei | g8 preto torre · h8 preto rei · f7 branco cavalo · g7 preto peão · h7 preto peão · b3 branco peão · b2 preto rainha · f2 branco peão · g2 branco peão · h2 branco peão · g1 branco rei | g8 preto torre · h8 preto rei · f7 branco cavalo · g7 preto peão · h7 preto peão · b3 branco peão · b2 preto rainha · f2 branco peão · g2 branco peão · h2 branco peão · g1 branco rei | 2 |
| 1 | g8 preto torre · h8 preto rei · f7 branco cavalo · g7 preto peão · h7 preto peão · b3 branco peão · b2 preto rainha · f2 branco peão · g2 branco peão · h2 branco peão · g1 branco rei | g8 preto torre · h8 preto rei · f7 branco cavalo · g7 preto peão · h7 preto peão · b3 branco peão · b2 preto rainha · f2 branco peão · g2 branco peão · h2 branco peão · g1 branco rei | g8 preto torre · h8 preto rei · f7 branco cavalo · g7 preto peão · h7 preto peão · b3 branco peão · b2 preto rainha · f2 branco peão · g2 branco peão · h2 branco peão · g1 branco rei | g8 preto torre · h8 preto rei · f7 branco cavalo · g7 preto peão · h7 preto peão · b3 branco peão · b2 preto rainha · f2 branco peão · g2 branco peão · h2 branco peão · g1 branco rei | g8 preto torre · h8 preto rei · f7 branco cavalo · g7 preto peão · h7 preto peão · b3 branco peão · b2 preto rainha · f2 branco peão · g2 branco peão · h2 branco peão · g1 branco rei | g8 preto torre · h8 preto rei · f7 branco cavalo · g7 preto peão · h7 preto peão · b3 branco peão · b2 preto rainha · f2 branco peão · g2 branco peão · h2 branco peão · g1 branco rei | g8 preto torre · h8 preto rei · f7 branco cavalo · g7 preto peão · h7 preto peão · b3 branco peão · b2 preto rainha · f2 branco peão · g2 branco peão · h2 branco peão · g1 branco rei | g8 preto torre · h8 preto rei · f7 branco cavalo · g7 preto peão · h7 preto peão · b3 branco peão · b2 preto rainha · f2 branco peão · g2 branco peão · h2 branco peão · g1 branco rei | 1 |
|   | a | b | c | d | e | f | g | h |   |